# Magical Company
MAGICAL COMPANY LTD. (魔法株式会社?), conocida también como Mahō es una compañía japonesa dedicada a la industria del entretenimiento.

## Historia
Establecida en Kobe en 1983 para diseñar y desarrollar videojuegos, la compañía fue incorporada el 29 de mayo de 1985 con el nombre Home Data. Durante los años 80 desarrollaron y distribuyeron varios juegos mahjong para la plataforma Arcade. Su videojuego Last Apostle Puppet Show (conocido en Japón como Reikai Dōshi: Chinese Exorcist), fue el primer juego de lucha con sprites digitalizados. También crearon a Battlecry  entre muchos otros títulos para diferentes consolas.
En 1993, para conmemorar el décimo aniversario de la fundación de Home Data, el nombre de la Compañía fue cambiado a Magical Company.  La compañía ha porteado tres títulos de la serie Fatal Fury para la Sharp X68000,  y son bien conocidos en Japón por haber distribuido varios juegos Shogi.
La serie de Baseball Kōshien es su franquicia más conocida.

## Video juegos

### Como Home Data
- Penguin-Kun Wars, Family Computer (1985)
- Sky Destroyer, Family Computer (1985)
- Sqoon, Family Computer (1986)
- Tetsuwan Atom, Family Computer (1988)
- Reikai Doushi: Chinese Exorcist (Last Apostle Puppet Show), Arcade (1988/1989)
- BattleCry, Arcade (1989)
- Hayauchi Super Igo, Family Computer (1989)
- Cosmic Epsilon, Family Computer (1989)
- World Super Tennis, Family Computer/NES (1989)
- Shogi Shodan Icchokusen, PC Engine (1990)
- Marble Madness, Sharp X68000 (1991)
- 2069 A.D., Sharp X68000 (1991)
- Mahjong Clinic Zoukangou, Sharp X68000 (1991)
- Mahjong Yuuenchi, Sharp X68000 (1991)
- Little League Baseball: Championship Series[cita requerida]
- Famicom Shogi: Ryuu-Ou-Sen, Family Computer (1991)
- Tetra Star: The Fighter, Family Computer (1991)
- Shogi no Hoshi, Mega Drive (1991)
- Dragon's Eye Plus: Shanghai 3 (Shanghai II: Dragon's Eye), Mega Drive/Genesis (1991/1994)
- Shogi Shoshinsha Muyou, PC Engine (1991)
- Famicom Igo Nyuumon, Family Computer (1991)
- Shogi Seiten, Sharp X68000 (1992)

### Como Magical Company
- Garou Densetsu, Sharp X68000 (1993)
- Garou Densetsu 2: Aratanaru Tatakai, Sharp X68000 (1993)
- Garou Densetsu Special, Sharp X68000 (1994)
- Shogi Saikyō, Game Boy (1994), Super Famicom (1995)
- Harapeko Bakka (known in Europe as Hungry Dinosaurs), Super Famicom (1994)
- Nice de Shot, Super Famicom (1994)
- Pachi-Slot Kenkyū, Super Famicom (1994)
- Tsume Shogi: Kanki Godan, Game Boy (1994)
- Tsume Go Series 1: Fujisawa Hideyuki Meiyo Kisei, Game Boy (1994)
- Zenkoku Kōkō Soccer Senshuken '96, Super Famicom (1996)
- Shogi Saikyō II: Jissen Taikyoku Hen, Super Famicom (1996)
- Hanabi Fantast, PlayStation (1998)
- Shogi Saikyou 2, PlayStation (1998)
- Qui Qui, Game Boy Color (1999)
- Shogi Saikyō: Pro ni Manabu, PlayStation (1999)
- Pet Pet Pet, PlayStation (1999)
- Killer Bass, PlayStation (2000)
- Omiai Commando: Bakappuru ni Tukkomi o [cita requerida], PlayStation (2000)
- Ooedo Huusui Ingaritsu Hanabi 2, PlayStation (2000)
- Magical Sports Go Go Golf, PlayStation 2 (2000)
- Hard Hitter Tennis, PlayStation 2 (2001)
- Magical Sports: Hard Hitter 2, PlayStation (2002)
- Hanabi Shokunin Ninarou 2, PlayStation 2 (2003)
- Tales of the World: Summoner's Lineage [cita requerida], Game Boy Advance (2003)
- Kōshien (series), various consoles